# Goldene Kamera 1974
Die Verleihung der Goldenen Kamera 1974 fand am 12. Februar 1975 in der Alsterdorfer Sporthalle in Hamburg statt. Es war die 10. Verleihung dieser Auszeichnung, die jedoch nicht im üblichen Rahmen durchgeführt wurde. Preise wurden nur an die Sieger der Leserwahl in der Kategorie Bester Spielshow-Moderator (mit erstmaliger Silber- und Bronze-Auszeichnung) vergeben. Das Publikum wurde durch Peter Bachér, den Chefredakteur der Programmzeitschrift Hörzu (damals noch Hör zu), begrüßt, der auch die Verleihung der Preise sowie die Moderation übernahm. An der Veranstaltung nahmen etwa 4000 Zuschauer teil. Sendeberichte der Verleihung waren im regionalen Fernsehen zu sehen.

## Preisträger

### Bester Spielshow-Moderator
- Rudi Carrell – Rudi Carrell Show (1. Platz Hör zu-Leserwahl)
- Hans Rosenthal – Dalli Dalli (2. Platz Hör zu-Leserwahl)
- Wim Thoelke – Drei mal Neun und Der große Preis (3. Platz Hör zu-Leserwahl)

## Sonstiges
- Der Erlös der Jubiläumsveranstaltung (10 Jahre Goldene Kamera) wurde an die Aktion Kinderhilfe der Deutschen Krebshilfe gespendet.

## Weblink
- Goldene Kamera 1975 – 10. Verleihung